# اتفاقية القمر
اتفاقية تنظيم نشاط الدول على القمر أو الأجسام الفضائية الأخرى والمعروفة اختصاراً باتفاقية القمر هي اتفاقية دولية تنص على أن سيادة كل الأجسام السماوية بما فيها المدارات تخضع للمجتمع الدولي. وبأن كل الأنشطة يجب أن تتوافق مع القانون الدولي شاملاً ميثاق الأمم المتحدة.
عملياً، هي اتفاقية لا قيمة لها نظراً لأنه لم يُصدق عليها من قبل أي من الدول التي تطلق رحلات مأهولة لاستكشاف الفضاء أو تخطط لذلك في المستقبل كالولايات المتحدة وبعض أعضاء وكالة الفضاء الأوروبية وروسيا والصين واليابان منذ إنشاء الاتفاقية عام 1979، ما يعني أنه ليس لها أي أثر يذكر على الحركة الفعلية في الفضاء. اعتباراً من 2013 تم التصديق عليها من قبل 15 دولة.

## المحتوى
تنطبق الاتفاقية على القمر وأي جسم فضائي آخر داخل المجموعة الشمسة باستناء كوكب الأرض بما في ذلك المدارات والمسارات.
تنص الإتفاقية على أن القمر يجب أن يستخدم لمنفعة كل الدول والبشر في المجتمع الدولي. كما أنها تعبر عن الرغبة في تجنب أن يكون القمر محط نزاع دولي. ولتحقيق تلك الغايات، تنص الإتفاية على التالي:
- حظر أي شكل من الاستخدامات العسكرية، ويشمل ذلك تجربة الأسلحة، ونصب قواعد عسكرية.
- حظر النشاطات الاستكشافية للأجسام الفضائية من دون موافقة أو منفعة كل الدول المندرجة تحت المادة 11 والمتعلقة بالتراث المشترك للبشرية.
- كل الدول تملك حق متساو في إجراء الأبحاث على الأجسام الفضائية.
- أي عينة يُحصل عليها أثناء أعمال بحثية أو استكشافية، على الدولة التي حصلت عليها الأخذ بعين الاعتبار جعل جزء منها متاح لكل بقية الدول والمجتمعات العلمية للأغراض البحثية.
- يُحظر تغيير بيئة أي من الأجسام الفضائية وعلى الدول الراغبة في ذلك أخذ الاحتياطات اللازمة لتجنب تلوث عرضي.
- يُحظر على أي من الدول المطالبة بالسيادة على أي جسم فضائي.
- يُحظر على أي شخص أو منظمة تملك أية ممتلكات خارج كوكب الأرض، إلا في حال كانت تلك المنظمة دولية أو حكومية.
- استخلاص كل المصادر وتوزيعها يجب أن يتم بنظام دولي.

## التصديق
وُضعت اللمسات الأخيرة على الاتفاقية عام 1979 ودخلت حيز التنفيذ عام 1984. كمكمل لاتفاقية الفضاء الخارجي، اتفاقية القمر معنية بتنظيم استخدام القمر والأجسام الفضائية الأخرى. وهي مشابه لاتفاقية سطح البحر.
اعتباراً من 2013 صدقت على الاتفاقية 15 دولة وهي: أستراليا، النمسا، بلجيكا، شيلي، كازاخستان، لبنان، المكسيك، المغرب، هولندا، باكستان، البيرو، الفلبين، السعودية، تركيا والاوروغواي. أما فرنسا، غواتيمالا، الهند ورومانيا فقد وقعت لكنها لم تُصدّق.

## وصلات خارجية
- Treaty Text — "Agreement Governing The Activities Of States On The Moon And Other Celestial Bodies" (1979)
- موقع الاتفاقية الرسمي — مكتب الأمم المتحدة لشؤون الفضاء الخارجي (UNOOSA)، يحتوي على نسخة من الوثيقة بعدة لغات ومنها: عربي، 中文, English, Français, Русский, and Español.